# Поль-Лу Сулітцер
Поль-Лу Суліцер (Сулітцер) (Paul-Loup Sulitzer; 22 липня 1946, Булонь-Бійанкур — 6 лютого 2025) — популярний французький письменник з румунськими та єврейськими коренями, автор бестселерів.
Суліцер — експерт з фінансово-економічних питань, створив серію бестселерів в жанрі «економічного детективу». Головний герой роману «Зелений король» — терорист, контрабандист, організатор газетної імперії в США, за кілька років створює 1687 різних компаній, фірм, акціонерних товариств і стає найбагатшою людиною планети. Однак його особисте життя вкрите завісою таємниці. Захопливий сюжет роману поєднується з бездоганним знанням законів західного бізнесу.
У 1987 році завдяки журналісту і літературному критику Бернар Пиво стає відомо, що для написання кількох своїх романів, зокрема роману «Зелений король» Суліцер використовував «літературного негра», ним був письменник Лу Дюран.
Суліцер — помітна фігура французького бомонду. Він кілька разів грав у кіно. В 1994 році, схуднувши на 26 кілограмів, він опублікував книгу з описом власної дієти.
У 2005 році письменника засудили до шести місяців в'язниці умовно і штрафу розміром 10 тисяч євро. Такий вердикт виніс Паризький кримінальний суд, який визнав автора бестселера «Гроші» винним у тому, що в 1998 році він приховав від оподаткування 195 тисяч євро, отримані як гонорар за «поради зі створення іміджу» від скандально відомого підприємця П'єра Фалькона. Прокурор наполягав на суворішому вироку — рік в'язниці умовно і штраф 30 тисяч євро, однак суд визнав можливим пом'якшити вердикт. Суд також постановив, що текст вироку повинен бути опублікований в газетах «Ле Фігаро» і «Ліберасьйон» за рахунок Суліцера, а також розміщений на дошці оголошень в мерії того паризького округу, де проживає письменник.

## Романи
- «Гроші» (1980)
- «Готівка» (1981)
- «Багатство» (1982)
- «Зелений король» (1983)